# Take It Off
"Take It Off" je pjesma američke pjevačice Ke$he. Objavljena je kao četvrti singl s njenog debitantskog albuma Animal. Pjesmu su napisali sama Ke$ha, Dr. Luke i Claude Kelly, a producenti pjesme su Dr. Luke i Emily Wright. Pjesma govori o vrućoj zabavi na kojoj je Ke$ha prisustvovala, a završila je okružena transvestitima koji se skidaju.
Singl je debitirao na top listama u SAD-u, Kanadi i Ujedinjenom Kraljevstvu početkom siječnaj 2010. godine, zbog velikog broja digitalnih downloada s albuma Animal, koji je tada izašao. Nakon službenog izlaska, singl je u SAD-u dospio do broja 52, a debitirao je i u Novom Zelandu na broju 32, da bi kasnije dospio do broja 19.

## O pjesmi
Pjesmu su napisali Ke$ha, Dr. Luke i Claude Kelly, producent pjesme je Dr. Luke, dok je vokal na pjesmi obradila Emily Wright. Tijekom intervjua za časopis Esquire, Ke$ha je ispričala kako je pjesma "Take It Off" nastala: "Imam pjesmu, napisala sam sad neku večer "Take It Off" o tome kako sam otišla na vruću zabavu, a napalil su me transvestitni muškarci koji skidaju odjeću sa sebe. Mislim, što sam onda ja?"

## Kritički osvrti
Daniel Brockman iz časopisa The Phoenix ospisao je pjesmu kao "jaku auto-tune obradu pjesme "There's a Place in France". Monica Herrera iz časopisa Billboard je kritizirao pjesmu, jer s zbog vokala može izgubiti u "moru auto-tunea". Amar Toor iz AOL Radia je pjesmi dao pozitivnu receniju: "Baš kao i ostatak albuma, nova pjesma je napravljena za plesne podije. Ke$ha govori o "mjestu koje zna i gdje se ide jezgrovito", u stilu šesto-razredne pjesmice. Teško je ne osjetiti požudu za skidanjem."

## Uspjeh na top listama
Početkom je siječnja pjesme debitirala na broju 85 u SAD-u zbog velikog broja digitalnih downloada s albuma. SIngl je iz tog razloga debitirao u Ujeinjenom Kraljevstvu na broju 112 te u Knadi na broju 45, gdje se zadržao 12 tjedana na top listi prije ispadanja. Nakon što je singl službeno objavljen, debitirao je na broju 92 u SAD-u, na broju 86 u Kanadi te je debitirao na broju 32 u Novome Zelandu. Nakon nekoliko provedenih tjedana na top listama singl je u Kanadi dospio do broja 47, a u Novome Zelandu do broja 19. U SAD-u je singl dospio do broja 52.

## Top liste
| Top liste (2009.)       | Najviša pozicija |
| ----------------------- | ---------------- |
| Kanada                  | 8                |
| Novi Zeland             | 11               |
| SAD (Billboard Hot 100) | 8                |
| SAD (Digital Songs)     | 42               |
| SAD (Pop Songs)         | 27               |
| Ujedinjeno Kraljevstvo  | 18               |

## Videospot
Videospot za pjesmu snimljen je pod redateljskom palicom Paula Huntera i Dori Oskowitz početkom ljeta 2010. godine. Premijera videa bila je 3. kolovoza na web stranici Vevo.

## Povijest objavljivanja
| Država     | Datum            | Format  |
| ---------- | ---------------- | ------- |
| SAD        | 13. srpnja 2010. | airplay |
| Australija | 19. srpnja 2010. | airplay |

## Vanjske poveznice
- Videospot na YouTube-u